# Migas sandageri
Espèce
Migas sandageri est une espèce d'araignées mygalomorphes de la famille des Migidae.

## Distribution
Cette espèce est endémique de Nouvelle-Zélande. Elle se rencontre dans les îles Mokohinau et les îles Poor Knights.

## Description
La femelle syntype mesure 9 mm.

## Systématique et taxinomie
Cette espèce a été décrite par Goyen en 1891.

## Étymologie
Cette espèce est nommée en l'honneur de F. Sandager.

## Publication originale
- Goyen, 1891 : « Descriptions of new species of New Zealand Araneae, with notes on their habits. » Transactions and Proceedings of the New Zealand Institute, vol. 22, p. 267-273.